# Den Gulden Winckel
Den Gulden Winckel is een Nederlands onafhankelijk literair tijdschrift, dat bestond van 1902 tot 1942. Het droeg als ondertitel "Maandschrift voor de Boekenvrienden in Groot-Nederland", vanaf 1925 "Geïllustreerd maandschrift voor boekenvrienden".
Het werd in 1902 opgericht door Frits Smit Kleine. Van 1907 tot 1929 voerde Gerard van Eckeren de redactie; vanaf 1925 samen met Jan Greshoff. In 1929 kwam W.A. Kramers erbij, die het jaar erop alleen verderging. Rond 1934 volgde Han G. Hoekstra hem op, maar Greshoff behield tot 1940 een grote invloed op het beleid van het blad. In het tijdschrift publiceerden onder anderen A. den Doolaard, E. du Perron, Hendrik Marsman, Menno ter Braak, Victor van Vriesland, André de Ridder, Rinke Tolman en Henri van der Mandere. In 1940 maakte C. Buddingh' er zijn debuut. Den Gulden Winckel verscheen tot 1942.